# Баллин, Альберт
Альберт Баллин (15 августа 1857— 9 ноября 1918) — немецкий предприниматель, президент судоходной компании «Гамбург-Америка лайн» (Hamburg Amerika Linie − HAPAG).

## Биография
Родился 15 августа 1857 года в Гамбурге, этнический еврей. Был в семье тринадцатым и последним ребёнком. Его отец, Сэмюэл Джозеф Баллин (1804–1874), был датским евреем, эмигрировавшим из Дании в Гамбург во время волны погромов 1819-22 гг, работал бухгалтером и стал совладельцем небольшого эмигрантского бюро. 
В 1883 году женился на Марианне Рауэрт, дочери гамбургского торговца текстилем. Примечательно что бракосочетание произошло по протестантскому обряду, хотя Баллин так и не обратился в христианство. Этот брак оказался бездетным, поэтому через десять лет супруги удочерили осиротевшую девочку из семьи дальних родственников.
Служебную карьеру Альберту пришлось начинать в 17 лет после смерти отца. Он стал сотрудником отцовского эмигрантского агентства и через пять лет единолично возглавил фирму, которая занималась организацией выезда отъезжающих эмигрантов. Возросший к тому времени поток желающих уехать за океан приносил ему приличный доход. Имея постоянные контакты с британскими и американскими коммерсантами, молодой человек совершенствовал не только свой английский, но и навыки бизнесмена и менеджера.
В 1879 году стал совладельцем Morris & Co. Фирма предоставляла пассажиропотоки в Англию и далее в Северную Америку для желающих эмигрировать. В 1881 году Morris & Co взяла на себя управление пассажирскими перевозками на линии Гамбург-Карр, которая в 1886 году образовала Union Line с судоходной компанией Роба М. Сломана. Став самостоятельным коммерсантом, Баллин убедил судовладельца Эдварда Карра выделить два грузовых парохода целиком под перевозку эмигрантов. Использование грузовых судов без особых удобств позволяло снизить цены на билеты и гарантировало распродажу всех имеющихся мест с неплохой прибылью. Кроме того, Баллин добился экономии расходов за счёт перевозки грузов на обратном пути из США. 7 июня первое судно с 800 эмигрантами на борту вышло из Гамбурга. Через два года компания Карра, где работал Баллин, имела уже пять судов и перевозила в год 16 500 пассажиров. 17 процентов всех эмиграций в Соединенные Штаты в 1882 году были организованы Morris & Co, что обеспечило Баллину обеспеченные экономические условия и определенное благосостояние. В том же 1882 году он приобрел гамбургское гражданство, которое было открыто только для состоятельных, регулярно платящих налоги мужчин, которые могли оплатить пошлину за так называемое гражданское письмо.
Позже, после слияния компаний, Баллин оказывается в компании HAPAG и уже через несколько лет, благодаря своим незаурядным способностям — входит в правление предприятия, а в 1896 году становится её генеральным директором. Именно Баллин сделал самостоятельным направлением бизнеса морские круизы, главной целью которых являлся не переезд морем из одной страны в другую, а отдых на борту судна в тёплых широтах. В январе 1891 года он впервые отправил дорогой в обслуживание пароход Auguste Viktoria после ремонта в круиз по Средиземному морю.
В 1898 году HAPAG во главе с Альбертом Баллином уже был крупнейшей в мире судовладельческой компанией, имеющей 58 собственных пароходов и 113 зафрахтованных судов. Во время русско-японской войны, когда Германия была формально нейтральной стороной, гамбургская компания продала России 16 судов и снабжала российский Балтийский флот углем из Уэльса. Великобритания при этом являлась союзником Японии.
В период 1900-1914 годов Альберт Баллин практически полностью контролировал перевозки эмигрантов из Европы в Америку через возглавляемый им пул (его называли также картелем) в который в разное время входили все пассажирские компании европейского континента, включая Cunard Line и Русское Восточно-Азиатское Пароходство. Все компании пула в некоторые годы перевозили более 3 млн человек.
Баллин выступал в качестве посредника между Великобританией и Германской империей в напряжённые годы, предшествовавшие началу Первой мировой войны. Опасаясь, что в случае военных действий на море он потеряет свои корабли, Баллин попытался заключить сделку, по которой Великобритания и Германия продолжали бы соревноваться друг с другом в строительстве пассажирских лайнеров, но отказались бы от попыток превзойти друг друга в военно-морских силах. Вместе со своим близким другом, британским финансистом Эрнестом Касселем, они убедили правительства в Лондоне и Берлине договориться о решении проблемы гонки военно-морских вооружений в рамках миссии Холдейна в 1912 году. Это не увенчалось успехом. В результате начало войны глубоко разочаровало его. Многие корабли «Гамбург-Америка Лайн» были реквизированы правительством Германии,  интернированы в иностранных портах, потеряны или получили значительные повреждения во время военных действий.
Вскоре после начала войны, в августе 1914 года, он организовал имперский торговый кооператив для закупки продуктов питания за границей, главой которого он также был. Неоднократно предупреждая о чрезмерном ущербе, который эта война нанесет экономике и торговле, он несколько раз предпринимал попытки добиться сепаратного мира. В процессе он особенно заботился о том, чтобы сломить власть политиков и военных. Незадолго до начала Революции в 1918 г. он сформулировал следующие неотложные меры по выходу из бедственного положения: „Отречение от правления Гогенцоллернов, начало мирных переговоров, установление внутренней демократии, усиление ответственности парламента и введение всеобщего и равного избирательного права. Тогда мы сможем сформировать общий фронт против большевизма“. В ходе Ноябрьской революционной бури в Гамбурге моряки и докеры восстали и заняли склады и пирсы компании ГАПАГ, часть сотрудников присоединилась к ним и публично требовала арестовать Баллина как капиталиста. 
После поражения Германии в Первой мировой войне, по условиям мирного договора, весь немецкий флот, оставшийся интернированным в портах США, почти без исключения был разделён между победившими союзниками, только лишь устаревший Deutschland — бывший обладатель Голубой ленты Атлантики в 1900 году — остался в компании Баллина, остальные суда, даже оставшиеся во время войны на стоянке в Гамбурге "Император" и недостроенный "Бисмарк" были переданы в качестве военных призов компаниям Кунард и Уайт Стар "в счет" потопленных немецкими подводными лодками "Лузитании" и "Британника". 
Альберт Баллин не смог пережить развала своей «империи» 9 ноября 1918 года — в день капитуляции Германии, покончил жизнь самоубийством, приняв большую доху снотворного.
20 декабря 1918 года его преемником на посту генерального директора HAPAG стал Вильгельм Куно.

## Память
- В честь Альберта Баллина был назван немецкий теплоход Albert Ballin, в 1935 году переименованный в Hansa, а после Второй мировой войны перешедший по репарации Советскому Союзу и названный «Советский Союз».
- В Гамбурге одна из набережных внутреннего Альстера — Ballindamm[нем.] — носит имя Альберта Баллина.
- В 1957 году в ФРГ была выпущена почтовая марка, посвященная 100-летию Альберта Баллина.